# Hachioji
Hachioji (Japans: 八王子市,Hachiōji-shi) is een stad (shi) in de Japanse prefectuur Tokio. Bij de volkstelling van 2020 had de stad 579.355 inwoners. De bevolkingsdichtheid bedroeg 3108 inw./km². De oppervlakte van de stad bedraagt 186,31 km².

## Geografie
Het is de op zeven na grootste stad van Groot-Tokio. De stad is langs drie kanten omgeven door bergen en is gelegen in de gelijknamige vlakte.

## Geschiedenis
Hachioji was reeds in de Edoperiode een belangrijke halteplaats op de Koshu Kaido, een van de vijf hoofdroutes die startten in Edo. In 1584 bouwde Hojo Ujiteru er een kasteel, dat echter in 1590 verwoest werd door Toyotomi Hideyoshi. In de Meijiperiode bloeide de stad als productiecentrum van zijde. Hachioji werd op 1 september 1917 een stad (shi).

## Bezienswaardigheden
- Takaoberg: reeks boeddhistische tempels.
- Keizerlijk mausoleum (多摩御陵).

## Aangrenzende steden
- Hino
- Machida
- Akiruno
- Akishima
- Fussa
- Tama
- Sagamihara